# Бои за Лиду (1919)
Бои за Лиду (польск. Walki o Lidę) — штурм польскими войсками обороняемого советскими войсками белорусского города Лиды, осуществленный 16–17 апреля 1919 года и завершившийся победой поляков. Один из боёв во время советско-польской войны 1919–1920 гг.

## Планы и силы сторон
В начале марта 1919 года польская армия предприняла серию наступательных действий в Белоруссии, в результате которых 2 марта захватила Слоним и 5 марта Пинск. На северном участке польские войска дошли до Лиды. Район Лиды был слабым местом в советском фронте, поскольку польские войска вбили в него клин и заняли Эйшишки, расположенные между Лидой и Оранами. По решению главнокомандующего Ю. Пилсудского польская армия должна была атаковать Вильно и одновременно начать наступление на Лиду для обеспечения тыла. 23 марта 1919 года польский рейдовый отряд в составе трёх эскадронов при поддержке артиллерийской батареи атаковал Лиду и занял казармы, но был выбит советскими войсками. Для наступления на Лиду и окончательного взятия города была сформирована боевая группа под командованием генерала Юзефа Ласоцкого в составе семи пехотных батальонов, двух с половиной эскадронов кавалерии, двух батарей полевой артиллерии и двух батарей тяжелой артиллерии. Главнокомандующий Пилсудский в ночь с 14 на 15 апреля прибыл со штабом в своем поезде на станцию Скжибовце на линии Волковыск — Лида (30 км юго-западнее Лиды). Отсюда он утром 15 апреля отдал приказ о начале наступления.

## Бои за город
16 апреля 1919 года в 5 часов утра группа начала наступление на Лиду. Оно проводилось с трёх направлений – с севера, запада и юга. В то же время город был окружен с востока польской кавалерией, задачей которой было прервать железнодорожное сообщение Лида — Молодечно. Силы Красной Армии в городе были довольно многочисленными, поскольку ее гарнизон был усилен частями Западной стрелковой дивизии из Вильно (3-й Седлецкий революционный полк под командованием Ф. Рупневича и 6-й Гродненский революционный полк под командованием И. Кукуева) и группами вооружённых местных евреев. Польские атаки, переходившие в штыковые схватки, потерпели неудачу.
Из-за упорных боев за Лиду Пилсудский приказал приостановить наступление на Вильно до взятия города. Он также приказал направить дополнительные силы для борьбы на этом участке. В ночь с 16 на 17 апреля прямо с поездов на штурм Лиды были отправлены два батальона, которые с раннее действующими подразделениями всю ночь, захватывая дом за домом, пытались сломить сопротивление советских войск, поддержанных огнём с бронепоезда. В 4 часа утра войска генерала Ласоцкого перешли в концентрическую атаку. Они повели атаку вдоль железнодорожной линии, ведущей с юга к железнодорожной станции в Лиде, а затем, воспользовавшись внезапностью, захватили ее. Затем полякам удалось захватить остальную часть города. В конечном итоге, к 5 часам утра Лида была захвачена. После захвата города произошел еврейский погром, в котором приняли участие солдаты польских частей. Евреев обвиняли в стрельбе по солдатам во время боевых действий.

## Результаты
Польским солдатам, применив ручные гранаты для подрыва ж/д пути, удалось захватить бронепоезд, несколько других поездов, а также множество оружия и боеприпасов. В плен было взято 350 человек. Польская кавалерия преследовала и перерезала путь отступления противнику в Липнишках, в 24 км восточнее Лиды, захватив значительное количество военного имущества и взяв пленных. В полдень 17 апреля глава государства Юзеф Пилсудский прибыл в Лиду.